# هاروكي شيموكاوا
هاروكي شيموكاوا (باليابانية: 下川 陽輝) (مواليد 20 أغسطس 2003) هو لاعب كرة قدم ياباني.

## وصلات خارجية
- هاروكي شيموكاوا على موقع رابطة كرة القدم اليابانية للمحترفين (اليابانية)
- هاروكي شيموكاوا على موقع Soccerway.com (الإنجليزية)
- هاروكي شيموكاوا على موقع عالم كرة القدم.نت (الإنجليزية)